# Rio Paraopeba
O rio Paraopeba é um rio que banha o estado de Minas Gerais, no Brasil. Em 25/01/2019, o rio foi impactado pelo Rompimento de barragem em Brumadinho, da mineradora Vale S.A.

## Etimologia
Seu nome é de origem tupi e significa "rio largo", através da junção dos termos pará (rio) e popeba (largo).

## Descrição
Sua nascente está localizada ao sul no município de Cristiano Otoni e sua foz está na represa de Três Marias, no município de Felixlândia, ambos em Minas Gerais. A extensão deste rio é de 510 km e sua bacia cobre 13 643 km² e 35 municípios. Seus principais afluentes são o Rio Maranhão, Ribeirão São Joaquim, Ribeirão Mateus Leme, rio Macaúbas, o rio Camapuã,  o rio Betim,o rio Manso e o ribeirão Serra Azul. Estes três últimos cursos de água são represados para formação dos três reservatórios que compõem o Sistema Paraopeba: Sistema Vargem das Flores, Sistema Rio Manso e Sistema Serra Azul, respectivamente.
É um dos principais afluentes do rio São Francisco.
O rio foi poluido após o rompimento da barragem de Brumadinho, afetando 26 municípios que dependiam de sua água. A Vale criou um plano de recuperação da Bacia. Em 2023 o Comitê da Bacia Hidrográfica do Rio Paraopeba exigiu que o Rio fosse totalmente dragado a jusante do rompimento até a sua foz. Atividade essa que não estava contemplada pelo acordo de Brumadinho.
O Comitê da Bacia Hidrográfica do Rio Paraopeba (CBH Paraopeba) é o órgão responsável pela gestão da Bacia e responsável pela elaboração e fiscalização da execução do Plano Diretor da Bacia. que foi construído e remodelado após o rompimento da Barragem em 2019.  